# Provincia Herrera
| Provincia Herrera               | Provincia Herrera                         |
| ------------------------------- | ----------------------------------------- |
| Drapelul provinciei Herrera     |                                           |
| Informații generale             |                                           |
| Nume nativ                      | Provincia de Herrera                      |
| Țară                            | Panama                                    |
| Fondare                         | 18 ianuarie 1915                          |
| Orașe                           |                                           |
| - Capitală                      | Chitré (50.684 loc.)                      |
| - Coordonate                    | 7°58′0″N 80°26′0″V / 7.96667°N 80.43333°V |
| Suprafață                       |                                           |
| - Suprafață totală              | 2.336,35 km2                              |
| Subdiviziuni                    |                                           |
| - Districte                     | 7                                         |
| - Corregimiente                 | 48                                        |
| Populație                       |                                           |
| - Totală                        | 109.955                                   |
| - Densitate                     | 21,7 loc./km2                             |
| - Etnonim                       | herreran/o, -a                            |
| Fus orar                        | UTC−5                                     |
| ISO 3166-2                      | PA-6                                      |
| Amplasarea de Herrera în Panama |                                           |

Herrera este una din cele nouă provincii ale Republicii Panama și se află în centrul țării. Provincia are o suprafață de 2.336,35 km2 și o populație de peste 109.000 de locuitori. Provincia a fost denumită după generalul de origine panameză Tomás Herrera, care a fost președinte al republicii Noua Grenada în anul 1854.

## Geografie
Provincia Herrera este localizată pe peninsula Azuero și se învecinează la vest și la sud-vest cu provincia Veraguas, la nord cu provincia Coclé, la est cu oceanul Pacific și la sud-est cu provincia Los Santos. Capitala provinciei este Chitré cu o populație de peste 50.000 de locuitori.
Provincia Herrera a fost separată de provincia Los Santos pe 18 ianuarie 1915.

### Arii protejate
- Parque Nacional Sarigua

Parque Nacional Sarigua (Parcul Național Sarigua) are o suprafață de 8.000 ha. Fondarea a fost pe 2 octombrie 1984.

## Districte
Provincia Herrera este împărțită în șapte districte (distritos) cu 48 corregimiente (corregimientos; subdiviziune teritorială, condusă de un corregidor).
| District               | Suprafață [km2] | Corregimient | Cabecera (Reședință) |
| ---------------------- | --------------- | --- | -------------------- |
| Districtul Chitré      | 87,84           | Chitré, La Arena, Monagrillo, Llano Bonito, San Juan Bautista                                                      | Chitré               |
| Districtul Las Minas   | 442,11          | Las Minas, Chepo, Chumical, El Toro, Leones, Quebrada del Rosario, Quebrada El Ciprián                             | Las Minas            |
| Districtul Los Pozos   | 385,78          | Los Pozos, El Capurí, El Calabacito, El Cedro, La Arena, La Pitaloza, Los Cerritos, Los Cerros de Paja, Las Llanas | Los Pozos            |
| Districtul Ocú         | 618,79          | Ocú, Cerro Largo, Los Llanos, Llano Grande, Peñas Chatas, El Tijera, Menchaca                                      | Ocú                  |
| Districtul Parita      | 353,14          | Parita, Cabuya, Los Castillos, Llano de la Cruz, París, Portobelillo, Potuga                                       | Parita               |
| Districtul Pesé        | 288,96          | Pesé, Las Cabras, El Pájaro, El Barrero, El Pedregoso, El Ciruelo, Sabana Grande, Rincón Hondo                     | Pesé                 |
| Districtul Santa María | 159,73          | Santa María, Chupampa, El Rincón, El Limón, Los Canelos                                                            | Santa María          |

## Galerie de imagini

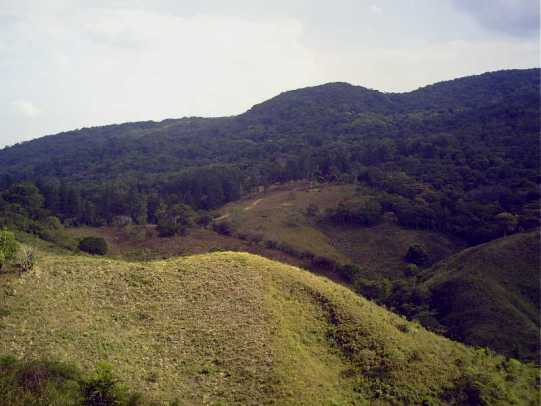
Reserva Forestal El Montuoso
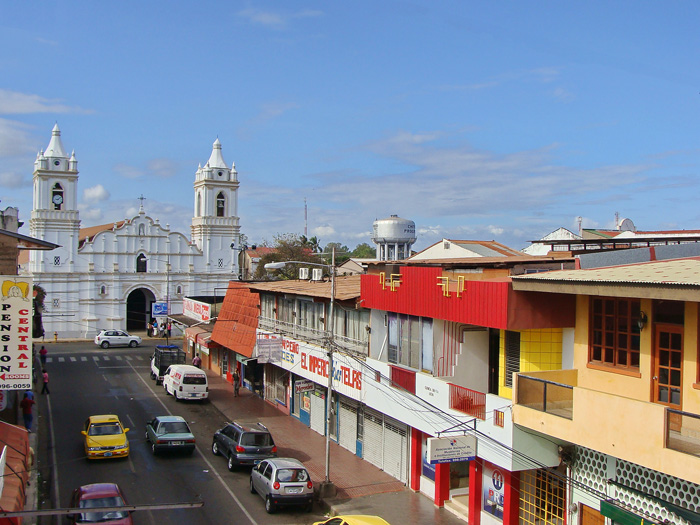
Biserică în Chitré
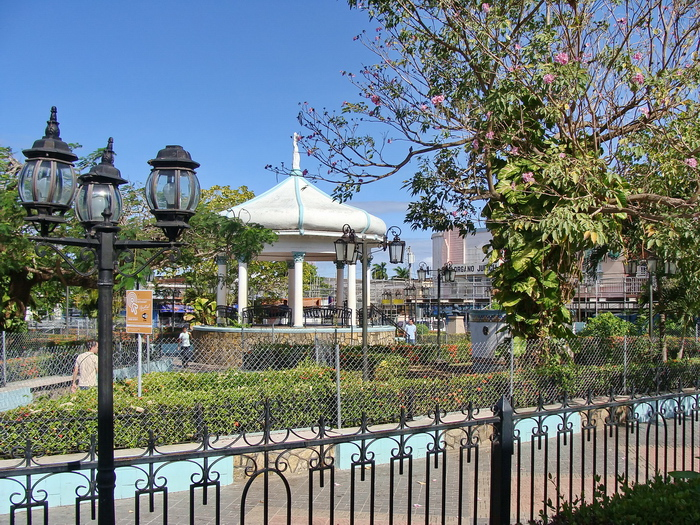
Parc în Chitré
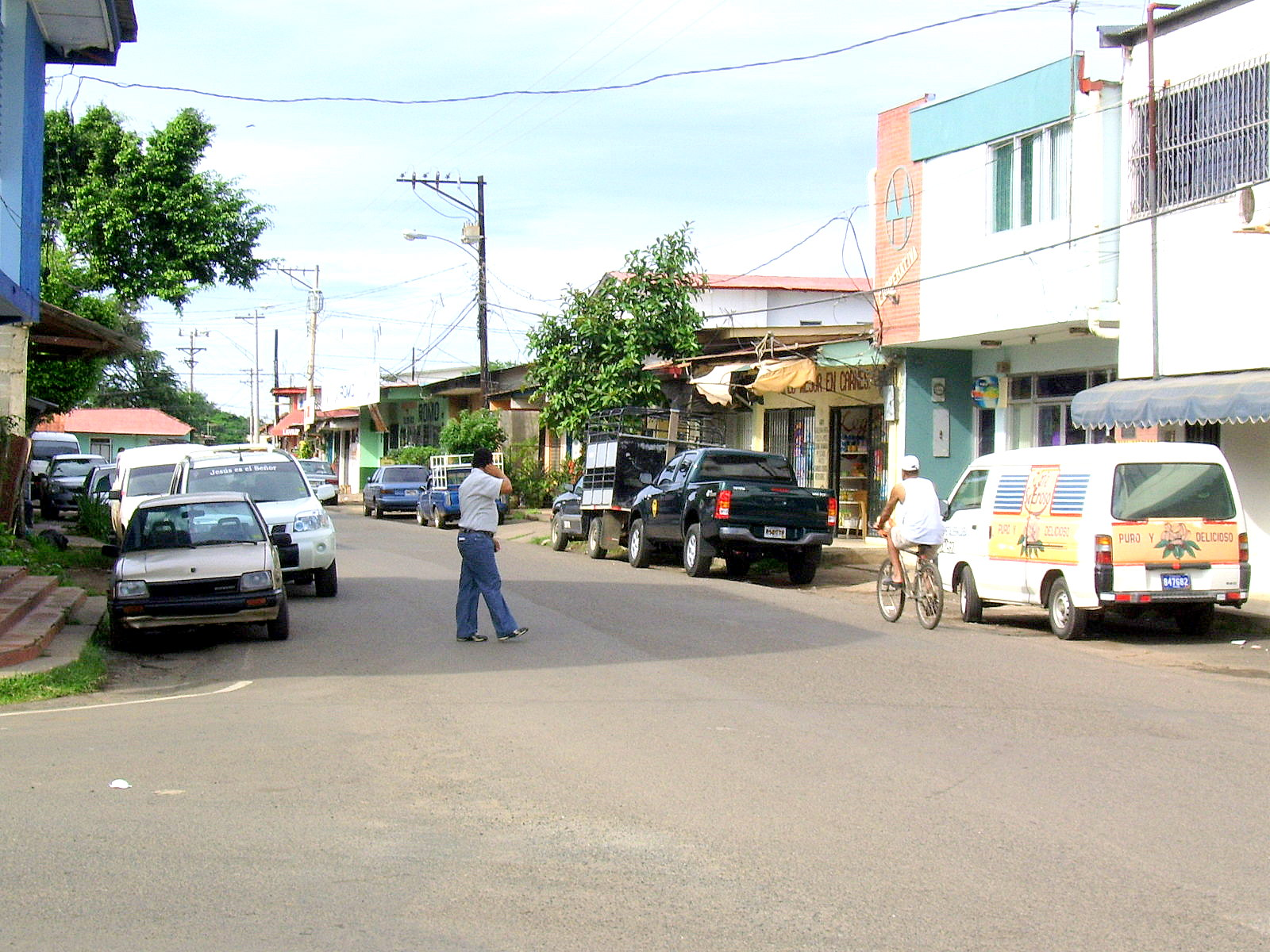
Stradă în Chitré